# Claopodium leptopteris
Claopodium leptopteris là một loài Rêu trong họ Thuidiaceae. Loài này được (Müll. Hal.) P.C. Wu & M.Z. Wang mô tả khoa học đầu tiên năm 2000.